# The Needles (England)
The Needles, deutsch Die Nadeln, sind eine Gruppe von drei Felseninseln aus Kreide wenige Meter vor der Westspitze Needles Point der Isle of Wight vor der Südküste Englands.

## Geographie
Die Felsen bilden die nordwestliche Begrenzung der Scratchell's Bay am westlichsten Abschnitt der Südküste der Isle of Wight.
Die Needles sind drei längliche Felsen mit Längen zwischen 58 und 104 Metern (bei Breiten zwischen 10 und 17 Metern), die entlang einer gedachten, 350 Meter langen Linie angeordnet sind, die sich in westsüdwestlicher Richtung erstreckt. Im Grundriss messen die Felsen von Ost nach West rund 600, 1300 und 1600 Quadratmeter, und sind 19, 23 und 27 Meter hoch.
Am westlichen Ende steht der Leuchtturm Needles Lighthouse, der bis Dezember 1994 eine ständige, monatlich wechselnde Besatzung von drei Mann hatte und seither automatisiert ist.
Man kann sie über den 23 Kilometer lange Tennyson Trail erreichen.

## Verwaltung
Verwaltungsmäßig gehören die Inseln zur Totland Parish in der Unitary Authority Isle of Wight. In der präviktorianischen Zeit, vor Einrichtung der Totland Parish, gehörte das Gebiet zur Freshwater Parish.

## Etymologie
Isaac Taylors Darstellung der Felsengruppe von 1759 zeigt einen vierten, nadelförmigen Felsen zwischen dem östlichen und dem zentralen Felsen, der die anderen überragte und der 1764 in einem Sturm umstürzte. Nach dieser Felsennadel wurden The Needles (deutsch Die Nadeln) benannt, obwohl die übrigen Felsen keineswegs nadelförmig sind. Dieser Felsen wurde, wie weltweit einige weitere säulenförmige Felsformationen (z. B. Sōfugan), Lot's Wife genannt, in Anlehnung an die biblische Person Lot, dessen Frau der Überlieferung nach zur Salzsäule erstarrt ist. Ein anderer Name für die umgestürzte Felsennadel war Cleopatra's Needle.